# 287
Спільне правління імператора Діоклетіана і Максиміана у Римській імперії. У Китаї править династія Західна Цзінь, в Японії триває період Ямато, в Індії період занепаду Кушанської імперії, у Персії править династія Сассанідів.
На території лісостепової України Черняхівська культура. У Північному Причорномор'ї готи й сармати.

## Події
- Імператор Діоклетіан підписав мирну угоду з персами, реорганізує й укріплює кордон в Месопотамії.
- При Діоклетіані посилися переслідування християн.

## Померли
- Святий Севастіан
- Святі Кріспін і Кріспініан
- Святі Кузьма і Дем'ян (можлива дата)